# Epithalamium
Een epithalamium  (Latijnse vorm van klassiek Grieks ἐπιθαλάμιον, epithalamion, van ἐπί, epi: "op", en θάλαμος, thalamos: "bruidsvertrek") is een gedicht geschreven speciaal voor de bruid op haar weg naar het bruidsbed. 
Deze dichtvorm bleef gedurende de gehele klassieke oudheid populair; de Romeinse dichter Catullus schreef een beroemd epithalamium, dat was vertaald van, dan wel geïnspireerd door een helaas verloren gegaan werk van de Griekse dichteres Sappho. 
Volgens de kerkvader Origines zou het bijbelse Hooglied ook een epithalamium kunnen zijn geweest ter gelegenheid van de bruiloft van koning Salomo met de dochter van de farao.
De Nederlander P.C.Hooft behoort tot de latere, door de renaissance beïnvloede dichters, die deze vorm van poëzie weer toepasten.